# West Phillack
West Phillack var en civil parish från 1894 till 1935 då den blev en del av Hayle, i grevskapet Cornwall, i England. Civil parish var belägen 11 km från Penzance och hade 527 invånare år 1931.